# Eleccions legislatives daneses de 1994
Les eleccions legislatives daneses de 1994 se celebraren el 21 de setembre de 1994. El partit més votat foren els socialdemòcrates, que formaren un govern de coalició amb Det Radikale Venstre i Centrum-Demokraterne dirigit per Poul Nyrup Rasmussen.
| Partit                      | Líder                | Vots           | %              | Escons         | +/-            |                |
| --------------------------- | -------------------- | -------------- | -------------- | -------------- | -------------- | -------------- |
| Socialdemokratiet           | Poul Nyrup Rasmussen | 1,150,048      | 34.6           | 62             | -7             |                |
| Venstre                     | Uffe Ellemann-Jensen | 775,176        | 23.3           | 42             | +13            |                |
| Det Konservative Folkeparti | Hans Engell          | 499,845        | 15.0           | 27             | -3             |                |
| Socialistisk Folkeparti     | Holger K. Nielsen    | 242,398        | 7.3            | 13             | -2             |                |
| Fremskridtspartiet          | Pia Kjærsgaard       | 214,057        | 6.4            | 11             | -1             |                |
| Det Radikale Venstre        | Marianne Jelved      | 152,701        | 4.6            | 8              | +1             |                |
| Centrum-Demokraterne        | Mimi Jakobsen        | 94,496         | 2.8            | 5              | -4             |                |
| Enhedslisten                |                      | 104,701        | 3.1            | 6              | +6             |                |
| Kristeligt Folkeparti       | Jann Sjursen         | 61,507         | 1.9            | 0              | -4             |                |
| Altres partits              |                      | 32.668         | 1%             | 1              | -              |                |
| Participació                | Participació         | 84,3%          | 84,3%          | 84,3%          | 84,3%          | 84,3%          |
| Font                        | Font                 | Folketinget.dk | Folketinget.dk | Folketinget.dk | Folketinget.dk | Folketinget.dk |

* Un escó fou per a Jacob Haugaard, qui va participar sense partit, amb 23.253 vots.